# Pseudorinympha
Pseudorinympha é um gênero de mariposa pertencente à família Acrolepiidae.